# ایربک فارنیف
ایربک فارنیِف (به روسی: Ирбе́к Фарни́ев؛ زادهٔ ۱۲ ژانویهٔ ۱۹۸۰) کشتی‌گیر پیشین اوستیایی‌تبار اهل روسیه است که در دستهٔ ۶۶ کیلوگرم کشتی آزاد رقابت می‌کرد. فارنیف دارندهٔ یک مدال طلا (۲۰۰۳) و یک برنز (۲۰۰۷) از مسابقات قهرمانی کشتی جهان و همچنین یک مدال طلا (۲۰۰۳) و دو نقره (۲۰۰۱، ۲۰۰۷) از مسابقات قهرمانی کشتی اروپا است.
فارنیف در دستهٔ ۶۶ کیلوگرم المپیک ۲۰۰۸ پکن هم حضور داشت که به مقام هفتم رسید. او سابقهٔ کشتی در لیگ برتر کشتی آزاد ایران را هم برای تیم خونه به خونه بابل دارد.